# Wahlen zum Senat der Vereinigten Staaten 1836 und 1837
Die Wahlen zum Senat der Vereinigten Staaten 1836 und 1837 zum 25. Kongress der Vereinigten Staaten fanden zu verschiedenen Zeitpunkten statt. Die Wahlen fanden parallel zur Präsidentschaftswahl 1836 statt, in der Martin Van Buren gewählt wurde. Vor der Verabschiedung des 17. Zusatzartikels wurden die Senatoren nicht direkt gewählt, sondern von den Parlamenten der Bundesstaaten bestimmt.
Zur Wahl standen die 16 Sitze der Senatoren der Klasse III, die 1830 und 1831 für eine Amtszeit von sechs Jahren gewählt worden oder später nachgerückt waren. Arkansas und Michigan wählten jeweils ihre ersten beiden Senatoren, von denen einer ebenfalls zur Klasse III gehörte. Zusätzlich fanden für vier dieser Sitze und fünf der beiden anderen Klassen Nachwahlen statt. Die Anhänger von Präsident Jackson konnten die vier Sitze der neuen Bundesstaaten gewinnen, einen Sitz der Anti-Jackson-Faktion (auch National Republican Party) sowie einen bisher vakanten Sitz. Damit saßen am Ende des 24. Kongresses saßen 31 Jacksonians/Demokraten, 19 Anti-Jacksonians/Whigs sowie zwei Nullifier im Senat.
Die Anhänger Jacksons sammelten sich in der bis heute bestehenden Demokratischen Partei, aus ihren Gegnern bildete sich die United States Whig Party. Die meisten Anhänger der in South Carolina starken Nullifier Party schlossen sich den Demokraten an, darunter auch Senator Calhoun, Senator Preston allerdings der Whig Party.
Von den 17 regulär zur Wahl stehenden Sitzen waren neun von Anhängern Jacksons bzw. Demokraten besetzt, einer von einem Nullifier, der sich den Demokraten anschloss, und sieben von Gegnern Jacksons bzw. Whigs. Elf Amtsinhaber wurden wiedergewählt (7 D, 4 W), zwei Sitze konnten die Demokraten, einen die Whigs halten. Drei Sitze, die von Gegnern Jacksons besetzt gewesen waren, gewannen die Demokraten. Damit saßen nach der Wahl 35 Demokraten und 17 Whigs im Senat. Mehrere Nachwahlen änderten daran nichts.
Zu Veränderungen nach der Wahl siehe auch Liste der Mitglieder des Senats im 25. Kongress der Vereinigten Staaten.

## Ergebnisse

### Wahlen während des 24. Kongresses
Die Gewinner dieser Wahlen wurden vor dem 4. März 1837 in den Senat aufgenommen, also während des 24. Kongresses.
| Staat          | Amtierender Senator    | Partei               | Nachwahl   | Datum         | Ergebnis                                       | Neuer Senator        |
| -------------- | ---------------------- | -------------------- | ---------- | ------------- | ---------------------------------------------- | -------------------- |
| Arkansas       | neuer Staat            | neuer Staat          | Klasse II  | 18. Sep. 1836 | Zugewinn Jackson-Faktion, später Demokrat      | William Savin Fulton |
| Arkansas       | neuer Staat            | neuer Staat          | Klasse III | 18. Sep. 1836 | Zugewinn Jackson-Faktion, später Demokrat      | Ambrose H. Sevier    |
| Delaware       | Arnold Naudain         | Anti-Jackson-Faktion | Klasse I   | 17. Juni 1836 | von Anti-Jackson-Faktion gehalten, später Whig | Richard H. Bayard    |
| Delaware       | John M. Clayton        | Anti-Jackson-Faktion | Klasse II  | 9. Jan. 1837  | von Anti-Jackson-Faktion gehalten, später Whig | Thomas Clayton       |
| Louisiana      | vakant                 | vakant               | Klasse II  | 13. Jan. 1836 | Zugewinn Jackson-Faktion, später Demokrat      | Robert C. Nicholas   |
| Louisiana      | Alexander Porter       | Anti-Jackson-Faktion | Klasse III | 12. Jan. 1837 | Zugewinn Jackson-Faktion, später Demokrat      | Alexander Mouton     |
| Maryland       | Robert H. Goldsborough | Anti-Jackson-Faktion | Klasse III | 31. Dez. 1836 | von Anti-Jackson-Faktion gehalten, später Whig | John S. Spence       |
| Michigan       | neuer Staat            | neuer Staat          | Klasse I   | 6. Jan. 1837  | Zugewinn Jackson-Faktion, später Demokrat      | Lucius Lyon          |
| Michigan       | neuer Staat            | neuer Staat          | Klasse II  | 6. Jan. 1837  | Zugewinn Jackson-Faktion, später Demokrat      | John Norvell         |
| New Hampshire  | Isaac Hill             | Jackson-Faktion      | Klasse III | 8. Juni 1836  | von Jackson-Faktion gehalten                   | John Page            |
| North Carolina | Willie P. Mangum       | Anti-Jackson-Faktion | Klasse III | 5. Dez. 1836  | Zugewinn Jackson-Faktion, später Demokrat      | Robert Strange       |
| Virginia       | John Tyler             | Anti-Jackson-Faktion | Klasse I   | 4. März 1836  | Zugewinn Jackson-Faktion, später Demokrat      | William C. Rives     |
| Virginia       | Benjamin W. Leigh      | Anti-Jackson-Faktion | Klasse II  | 12. Dez. 1836 | Zugewinn Jackson-Faktion, später Demokrat      | Richard E. Parker    |

### Wahlen zum 25. Kongress
Die Gewinner dieser Wahlen wurden am 4. März 1837 in den Senat aufgenommen, also bei Zusammentritt des 25. Kongresses. Alle Sitze dieser Senatoren gehören zur Klasse III.
| Staat          | Amtierender Senator           | Partei               | Datum          | Ergebnis                   | Neuer Senator      |
| -------------- | ----------------------------- | -------------------- | -------------- | -------------------------- | ------------------ |
| Alabama        | Gabriel Moore                 | Anti-Jackson-Faktion | 1837           | Zugewinn Demokraten        | John McKinley      |
| Arkansas       | Ambrose H. Sevier             | Jackson-Faktion      | 1837           | als Demokrat wiedergewählt | Ambrose H. Sevier  |
| Connecticut    | Gideon Tomlinson              | Anti-Jackson-Faktion | 1836 oder 1837 | Zugewinn Demokraten        | Perry Smith        |
| Georgia        | Alfred Cuthbert               | Jackson-Faktion      | 1837           | als Demokrat wiedergewählt | Alfred Cuthbert    |
| Illinois       | William Lee D. Ewing, ernannt | Jackson-Faktion      | 1837           | Zugewinn Demokraten        | Richard M. Young   |
| Indiana        | William Hendricks             | Anti-Jackson-Faktion | 1836           | Zugewinn Whig              | Oliver H. Smith    |
| Kentucky       | Henry Clay                    | Anti-Jackson-Faktion | 1836           | als Whig wiedergewählt     | Henry Clay         |
| Louisiana      | Alexander Mouton              | Jackson-Faktion      | 1837           | als Demokrat wiedergewählt | Alexander Mouton   |
| Maryland       | John S. Spence                | Anti-Jackson-Faktion | 1837           | als Whig wiedergewählt     | John S. Spence     |
| Missouri       | Lewis F. Linn                 | Jackson-Faktion      | 1836           | als Demokrat wiedergewählt | Lewis F. Linn      |
| New Hampshire  | John Page                     | Jackson-Faktion      | 1837           | Zugewinn Demokraten        | Franklin Pierce    |
| New York       | Silas Wright                  | Jackson-Faktion      | 7. Feb. 1837   | als Demokrat wiedergewählt | Silas Wright       |
| North Carolina | Robert Strange                | Jackson-Faktion      | 1836           | als Demokrat wiedergewählt | Robert Strange     |
| Ohio           | Thomas Ewing                  | Anti-Jackson-Faktion | 1837           | Zugewinn Demokraten        | William Allen      |
| Pennsylvania   | James Buchanan                | Jackson-Faktion      | 14. Dez. 1836  | als Demokrat wiedergewählt | James Buchanan     |
| South Carolina | William C. Preston            | Nullifier            | 1837           | als Whig wiedergewählt     | William C. Preston |
| Vermont        | Samuel Prentiss               | Anti-Jackson-Faktion | 1837           | als Whig wiedergewählt     | Samuel Prentiss    |

- wiedergewählt: ein gewählter Amtsinhaber wurde wiedergewählt.

### Wahlen während des 25. Kongresses
Die Gewinner dieser Wahlen wurden nach dem 4. März 1837 in den Senat aufgenommen, also während des 25. Kongresses.
| Staat    | Amtierender Senator | Partei   | Nachwahl   | Datum         | Ergebnis                | Neuer Senator    |
| -------- | ------------------- | -------- | ---------- | ------------- | ----------------------- | ---------------- |
| Alabama  | John McKinley       | Demokrat | Klasse III | 19. Juni 1837 | von Demokraten gehalten | Clement C. Clay  |
| Georgia  | John Pendleton King | Demokrat | Klasse II  | 22. Nov. 1837 | von Demokraten gehalten | Wilson Lumpkin   |
| Virginia | Richard E. Parker   | Demokrat | Klasse II  | 14. März 1837 | von Demokraten gehalten | William H. Roane |

## Einzelstaaten
In allen Staaten wurden die Senatoren durch die Parlamente gewählt, wie durch die Verfassung der Vereinigten Staaten vor der Verabschiedung des 17. Zusatzartikels vorgesehen. Das Wahlverfahren bestimmten die Staaten selbst, es war daher von Staat zu Staat unterschiedlich. Teilweise ergibt sich aus den Quellen nur, wer gewählt wurde, aber nicht wie.
Im Gefolge der Präsidentschaftswahl 1824 löste sich das First Party System auf. Die Föderalistische Partei zerfiel, die Republikanischen Partei, die zur Unterscheidung von der 1854 gegründeten Grand Old Party meist als Demokratisch-Republikanische Partei oder Jeffersonian Republicans bezeichnet wird, zerfiel in Faktionen, von denen die Faktion der Anhänger Andrew Jacksons und die seiner Gegner länger Bestand hatten. In den folgenden Jahren entwickelte sich daraus das Second Party System: Aus der Jackson-Faktion wurde die bis heute bestehende Demokratische Partei, aus der Anti-Jackson-Faktion entstand zunächst die National Republican Party, später die United States Whig Party. Zeitweise war auch die im Wesentlichen auf South Carolina beschränkte Nullifier Party im Senat vertreten.